# 東華錄
《東華錄》，共三十二卷，清初編年體斷代史，由清朝蔣良騏編撰。起自清太祖發祥長白山，迄于雍正十三年（1735年），前後六朝（天命、天聪、崇德、顺治、康熙、雍正），故又稱《六朝東華錄》，內容按年月日順序排次，此書編纂成于乾隆年間，最初僅以抄本形式流傳。

## 成書經過
蒋良骐在國史館時，得以遍閱清代歷朝實錄，掌握許多宫廷秘闈，就《清實錄》、紅本等書，邊讀邊抄，將资料逐年编排，「凡朝章國典慶禮大政，與列傳在關合者」，有時會用紀事本末體。因國史館当时设在东华门内，因此书名为《东华录》。《东华录》掌握許多宫廷深闈，孟森考证蒋良骐當時所见的“实录”與后来的“实录”内容上有不同之处，后来的“实录”有大量的刪削動作，故“蒋录”多载有“实录”所不载的内容。如顺治元年史可法答多尔衮书，蒋录据原札录书，而“实录”却未记载。又如记载多尔衮“自称皇父摄政王，又来到皇宫内院”，則“实录”不可能记载。蒋良骐不僅抄錄“实录”，有時还加入其它史料，如康熙二十七年，御使郭琇参劾大学士納蘭明珠，《清圣祖实录》没有收录參劾文，此文則由蒋良骐从郭琇的《华野集》中辑出。又如永曆桂王朱由榔致吳三桂書，許三禮劾徐乾學之事，皆實錄所不載。

## 流傳刊本
《東華錄》在嘉慶年間有多種抄本流傳，道光時始有刻本。因手民輾轉抄錄，錯訛甚多，有時一頁就有十處錯誤，有些是作者本身的失誤，如刻本卷十三有三處將“包衣大”寫成“包衣人”，刻本卷十三、十四將靳輔誤植為“勒輔”竟有二十多處。奕賡稱“魚魯豕亥，不堪寓目”。

## 東華錄續編
光緒年間，王先謙仿蔣氏抄錄乾隆、嘉慶、道光三朝史料，輯為《東華錄續編》，凡二百三十卷。由於之前蔣錄失於簡略，王先謙對“蔣錄”則重新加以詳編和補充，光緒十年（1884年）成書，共一百九四卷，合稱《九朝東華錄》，王先謙本人再輯咸丰、同治朝《東華錄》各一百卷，合称《十一朝東華錄》，因天聪、崇德皆为清太宗年号，故有的刻本也称为《十朝东华录》。故，“王氏东华录”分为《东华录》一百九四卷，《东华录续编》二百二十卷，咸丰《东华录》一百卷，同治《东华录》一百卷，共六百二十四卷。王錄雖後出，但亦有不及蔣錄之處，御史彭鵬兩疏糾彈李光地，出自蔣錄，而王錄缺載。後潘頤福又輯咸豐朝《東華錄》，凡六十三卷。朱壽鵬再輯光緒朝「東華續錄」二二○卷。台北文海出版社于1963年，将王录和朱录合印，名曰《十二朝东华录》。